# Schwäbischer Städtebund
Der Schwäbische Städtebund war in erster Linie ein militärisches Bündnis mehrerer Reichsstädte. Zielsetzung war die Sicherung der reichsstädtischen Freiheitsrechte. Das Bündnis richtete sich damit auch gegen die Bestrebungen der jeweiligen Landesfürsten zur territorialen Ausdehnung Bayerns, Württembergs, Österreichs und weiterer aufkommender Territorialstaaten.

## Anfänge
Der Schwäbische Städtebund entstand als Verbindung von 22 schwäbischen Städten, darunter Augsburg, Ulm, Reutlingen und Heilbronn, welche sich auf Betreiben Kaiser Ludwigs des Bayern am 20. November 1331 zu gegenseitigem Beistand verpflichteten. 1340 traten die Grafen von Württemberg, Oettingen, Hohenberg und andere dem Bund bei. Er wurde jeweils auf Zeit geschlossen und ist wiederholt erneuert worden. Der Bestand seiner Mitglieder variierte.

## Blütezeit
Der Städtebund vom 4. Juli 1376 wurde von den 14 oberschwäbischen Reichsstädten Biberach, Buchhorn, Isny, Konstanz, Leutkirch, Lindau, Memmingen, Ravensburg, Reutlingen, Rottweil, St. Gallen, Überlingen, Ulm und Wangen unter der Führung Ulms gegründet und erlangte besondere politische Bedeutung. Im August 1377 trat auch die am Rande zu Franken gelegene Reichsstadt Dinkelsbühl dem Städtebund bei, gefolgt von Städten aus dem fränkischen Kernland wie zum Beispiel Rothenburg, Schweinfurt und Windsheim.

### Hintergrund
Kaiser Karl IV. wollte noch zu Lebzeiten erreichen, dass sein Sohn Wenzel zum römisch-deutschen König gewählt würde. Um das zu erreichen, musste er die Kurfürsten und andere einflussreiche Personen durch finanzielle oder territoriale Gaben in seinem Sinne beeinflussen. Seine hohen Ausgaben hierfür sollten Einnahmen von den Städten wieder ins Lot bringen, weshalb er ihnen Abgaben aufbürdete. Nicht zu Unrecht fürchteten die kleinen und mittelgroßen Reichsstädte, dass sie bei säumiger Zahlung gegebenenfalls als Pfand an reiche Adlige geraten könnten, wie es der Stadt Donauwörth widerfahren war. Ihre Unabhängigkeit und alleinige Verantwortung dem Kaiser gegenüber war latent gefährdet, doch ihrer Forderung nach Schutz und Unantastbarkeit der Reichsunmittelbarkeit verschloss sich Karl IV. Um ihre Rechte und Privilegien zu sichern, führten gleichgelagerte Interessen der Reichsstädte zu einem Bund. Das Eintreiben säumiger Abgaben an den Kaiser oblag im Einzelfall dem Landesherrn, in Württemberg dem Grafen von Württemberg, der außerdem seit 1373 kaiserlicher Landfriedenshauptmann war. Neidvoll schielte er auf die hohen Einkünfte der Städte aus dem lukrativen Handel mit Barchent und Salz.

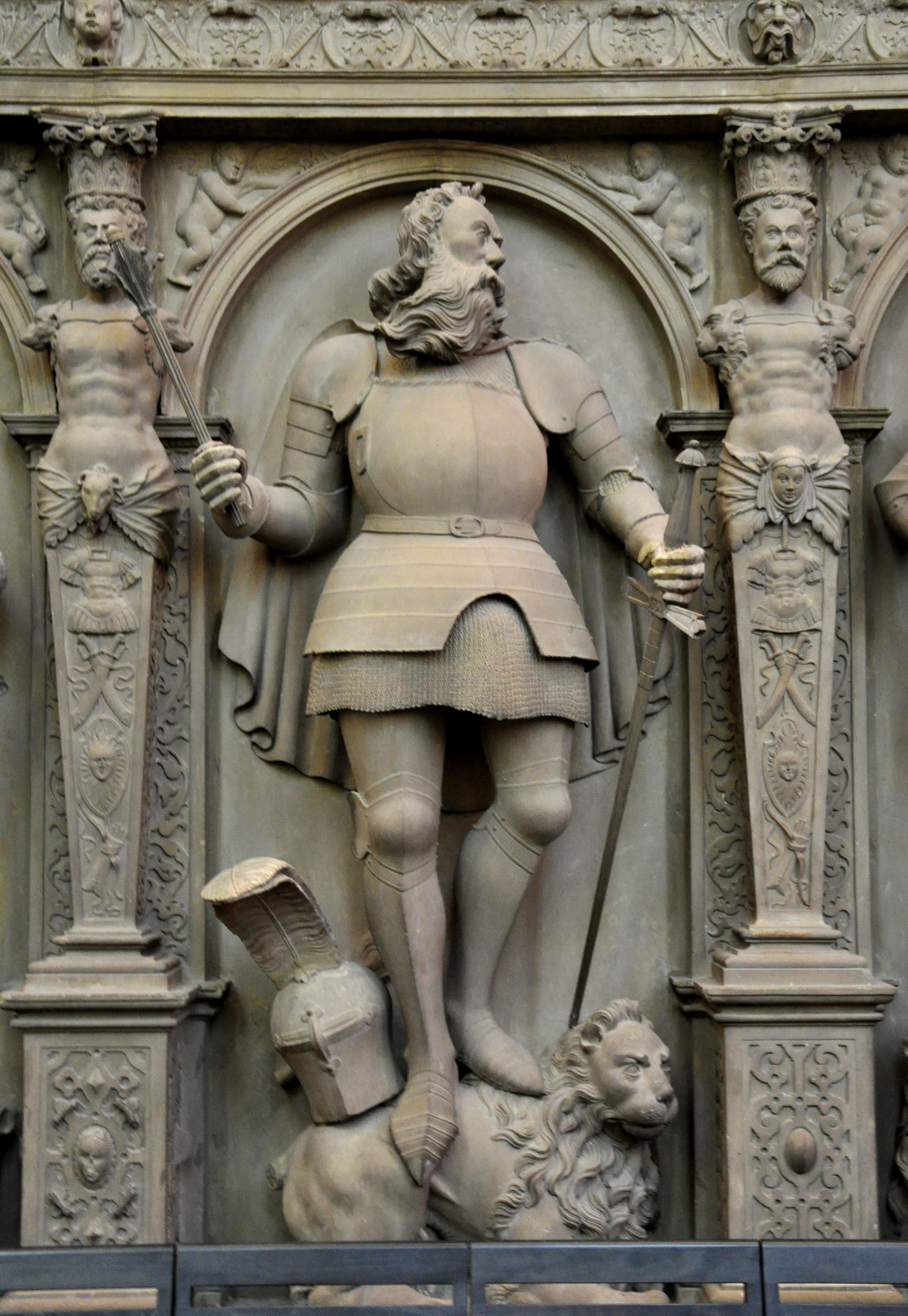
Stuttgart Stiftskirche. Ulrich von Württemberg († 1388 in der Schlacht bei Döffingen), Sohn Eberhards des Greiners. Führte die Schlacht von Reutlingen an.

### 1376–1380
Der Bund der 14 oberschwäbischen Städte wurde auf vier Jahre geschlossen. Der Kaiser erkannte diese Vereinigung nicht an, betrachtete sie als Rebellion und ließ den Reichskrieg gegen die Städte führen. Am 14. Mai 1377 siegten Bürger und Gesellen des Schwäbischen Städtebundes aus Reutlingen in der Schlacht bei Reutlingen gegen eine vom Grafen Ulrich von Württemberg, dem Sohn des Grafen Eberhard II. von Württemberg, angeführte Mannschaft. Ludwig Uhland hat im Jahr 1815 die Schlacht in einer Ballade verewigt:

…

Den Rittern in den Rücken fällt er mit grauser Wut;

Heut will der Städter baden im heißen Ritterblut.

Wie haben da die Gerber so meisterlich gegerbt!

Wie haben da die Färber so purpurrot gefärbt!

…
Am 31. Mai sprach Kaiser Karl IV., der sich dem Städtebund gegenüber bisher missgünstig gezeigt hatte, die Städte von der zuvor verhängten Reichsacht los.
1378 führten Ulm, Esslingen und Reutlingen einen Kriegszug in Württemberg durch. Rothenburg war in Kämpfe mit Bischof Gerhard von Würzburg verwickelt. Ulmer Söldner plünderten in Mindelheim.
Der Städtebund gewann in dieser Zeit weitere Mitglieder, unter anderem auch die bedeutenden, von den bayerischen Herzögen bedrängten Städte Nürnberg und Regensburg. Augsburg schloss sich im Jahr 1379 dem Bündnis an.
König Wenzel gab nach dem Nürnberger Reichstag von 1379 dem Herzog Leopold III. von Österreich die beiden Landvogteien in Schwaben zum Pfand, weil er ihn für die Unterstützung des Papstes Urban VI. gewinnen wollte. Landvogt in Oberschwaben war bis dahin der Bayernherzog Friedrich der Weise, in Niederschwaben Graf Eberhard II. Der Städtebund missbilligte die Pfandvergabe. Es kam deshalb zu einer streitigen Auseinandersetzung mit den Fürsten- und Ritterbünden, deren Meinungsführer Graf Eberhard II. war.

### 1381–1386
Die Macht des Bundes näherte sich nun ihrem Höhepunkt. Bis 1385 war die Zahl der Mitglieder auf 32 gestiegen.

#### Süddeutscher Städtebund
Am 20. März 1381 entstand ein zweiter Rheinischer Städtebund, zu dessen Mitgliedern unter anderem Frankfurt, Mainz, Worms, Speyer und Straßburg zählten. Er war das gegnerische Pendant zum Löwenbund, einem Zusammenschluss von Grafen und Niederadeligen. Der Rheinische Städtebund vereinigte sich mit dem Schwäbischen Städtebund am 17. Juni 1381 zum „Süddeutschen Städtebund“, einem in erster Linie militärischen Beistandspakt. Auch Basel und Wil waren unter den Mitgliedern. Die Gegenseite reagierte sechs Tage später mit der Gründung des rheinischen Kurfürstenbundes und beantragte dessen königliche Anerkennung. Die Städte führten in diesem Jahr einen Krieg gegen den Löwenbund in Franken. Augsburg, Ulm und Schwäbisch Hall betrieben daneben einen Kriegszug in das Gebiet der Adligen.
In Württemberg endeten die schwelenden Auseinandersetzungen mit einem vom Grafen Eberhard II. und Herzog Leopold III. von Österreich initiierten Friedensschluss in Ehingen am 9. April 1382 („Ehinger Einung“). Als sich König Wenzel im selben Jahr dem Kurfürstenbund anschloss, versteiften sich die Haltungen beider Seiten. Die Herzöge von Bayern legten sich in Kämpfen mit dem Erzbischof von Salzburg an.
Im Jahr 1383 versuchte König Wenzel in Nürnberg, die widersprüchlichen Interessen durch einen allgemeinen Landfrieden zu ordnen. Im am 11. März 1383 neu geschaffenen „Nürnberger Herrenbund“ waren nur Adlige vertreten. Der königliche Plan wurde von den Städten abgelehnt, da er den Zusammenschluss zu Bünden untersagte.
König Wenzel stellte sich in der „Heidelberger Einung“ (auch „Heidelberger Stallung“ genannt) am 26. Juli 1384 an die Spitze der Städte. Ein Einvernehmen zu einem Waffenstillstand zwischen Fürsten und Städten kam zustande. Der Nürnberger Landfriede von 1383 wurde von den Städtebünden und diese dagegen wiederum von König Wenzel anerkannt, der König beteiligte sich jedoch nicht an der Vereinbarung zwischen Städte- und Fürstenbund.

#### Konstanzer Bund
Der Süddeutsche Städtebund verstärkte sich am 21. Februar 1385 durch ein Bündnis mit Bern, Solothurn, Zürich und Zug zum „Konstanzer Bund“, den auch das habsburgische Luzern durch eine entsprechende Abmachung mit Zürich indirekt unterstützte. Die eidgenössischen Städte wollten sich gegen Begehrlichkeiten der Habsburger im Alpenland Unterstützung verschaffen. 1385 umfasste der ganze Städtebund mehr als 50 Reichsstädte.
Der Konstanzer Bund zerfiel aber bereits im Folgejahr wieder. Als sich im Winter drei eidgenössische Städte Übergriffe auf Orte im habsburgischen Besitz erlaubten, reagierte Herzog Leopold III. von Österreich. Das nach Unabhängigkeit strebende Luzern forderte die Bündnispartner zur Unterstützung auf, doch die schwäbischen Städte vermittelten am 22. Februar 1386 einen Waffenstillstand mit dem Adligen. Die Eidgenossen führten ihren Streit jedoch bis zur Schlacht bei Sempach am 9. Juli 1386 weiter. Die an einem Krieg nicht interessierten süddeutschen Städte verglichen sich hingegen mit Leopold am 15. Mai, was zum Bruch des gegenseitigen Beistandspaktes von Konstanz führte.

### 1387–1389
Zwischen den schwäbischen und rheinischen Städten und dem Herrenbund existierten seit 1381 Konflikte, die in Gesprächen bereinigt wurden. Krieg wollten die einander feindlich gesinnten Parteien aber nur ungern führen. Weil König Wenzel eine städtefreundliche Haltung einnahm, überlegten die Fürsten 1387 die Absetzung des Monarchen und die Königswahl Friedrichs des Weisen, des Bayernherzogs in Landshut. Er regierte gemeinsam mit seinen Brüdern Johann II. und Stephan III. das Herzogtum Bayern.
Auf Anregung Regensburgs wurde Erzbischof Pilgrim II. von Salzburg am 25. Juli 1387 in den Städtebund aufgenommen. Damit wurden in einen Streit zwischen Herzog Stephan III. von Bayern und Erzbischof Pilgrim auch die Städte und Graf Eberhard II. von Württemberg verwickelt. Friedrich der Weise half 1388 seinem Bruder Stephan, den Erzbischof Pilgrim zu inhaftieren. Letzterer war Bundesgenosse der Städte, welche die Herzöge gerne unter ihre Herrschaft zwingen wollten. Die Weigerung des Bayern, den Erzbischof wieder freizulassen, löste den Bündnisfall im Städtelager und damit einen bewusst provozierten Krieg aus.
Die militärischen Auseinandersetzungen erreichten 1388 ihren Höhepunkt. Das Heer Graf Eberhards II. von Württemberg besiegte zusammen mit dem Pfalzgrafen Ruprecht, dem Burggrafen Friedrich von Nürnberg und anderen das Heer der schwäbischen Städte am 23. August 1388 in der Schlacht bei Döffingen (da sich die Schlacht am Bartholomäustag ereignet hat, wird in manchen Quellen auch der 24. August genannt). Kurz darauf unterlagen die Truppen der rheinischen Städte am 6. November bei Worms.
Der Krieg der Städte gegen Bayern (Städtekrieg 1387 bis 1389), bei dem König Wenzel anfangs auf der Seite der Städte stand, endete am 5. Mai 1389 mit dem Landfrieden von Eger. König Wenzel bewog den größten Teil der Bundesmitglieder zur Teilnahme am Landfrieden, dessen Ergebnis unter anderem die Auflösung aller Städtebünde, also auch des Schwäbischen Städtebundes, während der Laufzeit der Vereinbarung war.

### Zusammenschlüsse danach
Bündnisse schwäbischer Städte entstanden zwar auch im 15. Jahrhundert noch mehrmals, kamen aber jenem großen Bund bei weitem nicht an Bedeutung gleich.

## Bewertung
Insgesamt endeten die Auseinandersetzungen mit einer Pattsituation: Den Landesherren war es nicht gelungen, die Städte ihrem jeweiligen Gebiet einzuverleiben oder die Privilegien der Städte zu beschneiden. Die Städte scheiterten aber mit ihrem Versuch, durch militärischen Druck größeren Einfluss auf die Reichspolitik zu gewinnen. Die Verwüstungen, die der Krieg mit sich brachte, waren jedoch immens, so dass die Städte in der Folgezeit sehr viele Mittel zur militärischen Sicherung der Stadtgrenzen aufbrachten. Die damit einhergehende Verschuldung führte häufig dazu, dass die Städte ihre politische Unabhängigkeit aufgaben und den angrenzenden Territorien eingegliedert wurden.